# Resolució 2328 del Consell de Seguretat de les Nacions Unides
La Resolució 2328 del Consell de Seguretat de les Nacions Unides fou adoptada per unanimitat el 19 de desembre de 2016. El Consell requeria que les parts a la Guerra Civil siriana permetessin als observadors de l'ONU vigilar sense restriccions a l'evacuació de civils de l'est de la ciutat d'Alep, on cap a la fi de 2016 es van produir durs combats entre l'exèrcit sirià i els rebels que controlaven la ciutat.
La resolució es va produir després de les negociacions amb Rússia, que anteriorment havien bloquejat sis resolucions similars amb veto. França, que havia redactat el text, va acceptar la redacció definitiva del text el dia anterior, i va considerar necessari posar fi a les "atrocitats a gran escala".

## Contingut
S'han iniciat esforços per evacuar la població d'Alep. Això era especialment important per a la part oriental de la ciutat. S'havia de fer de forma voluntària, i la gent havia de poder triar on anaven. Les persones ferides i vulnerables havien de ser prioritzades. L'ONU i altres organitzacions pertinents ho havie de controlar. Les parts en conflicte havien de concedir als observadors accés sense restriccions. Es va demanar al Secretari General que vetllés ràpidament perquè l'ONU pogués controlar el benestar de la població a l'est d'Alep.
Totes les parts també havien de permetre a les Nacions Unides proporcionessin ajuda humanitària sense traves a tot Síria i respectar i protegir la població tal com ho requereix el dret internacional. A més, han de respectar i protegir els serveis d'emergència, els seus equips i els hospitals.